# Рамат-Ган
Рама́т-Ган, зрідка Рамат-Ґан; (івр. רָמַת גַּן, араб. رمات غان, дос. «Садова височина») — місто в Тель-Авівському окрузі Ізраїлю, межує з містами Тель-Авів, Гіватаїм та Бней-Брак. Населення міста становить 133,4 тис. мешканців (станом на 2007 рік). Чинний мер міста — Кармель Шама.

## Історія
Рамат-Ган був заснований в 1921 році як мошав. Первинною назвою поселення було Ір-Ганім (івр. עיר גנים, Ір-Ґанім) — «Місто садів».
З часами Рамат-Ган перейшов від аграрного господарства до комерційного і промислового. У 1926 році британський мандат визнав Рамат-Ган місцевою муніципальною радою.
В 1950 році поселення отримало статус міста. В 1950-х роках були закладені Національний парк і стадіон, на якому між іншим проводяться Маккабіади. В 1961 році в результаті розширення муніципальних меж міста на його території опинилися Університет імені Бар-Ілана і Медичний центр ім. Хаїма Шеби. В 1968 році була відкрита алмазна біржа — на сьогодні найбільша на світі. В Рамат-Гані розташований також сафарі-парк, де тварини утримуються в природних умовах.

## Галерея

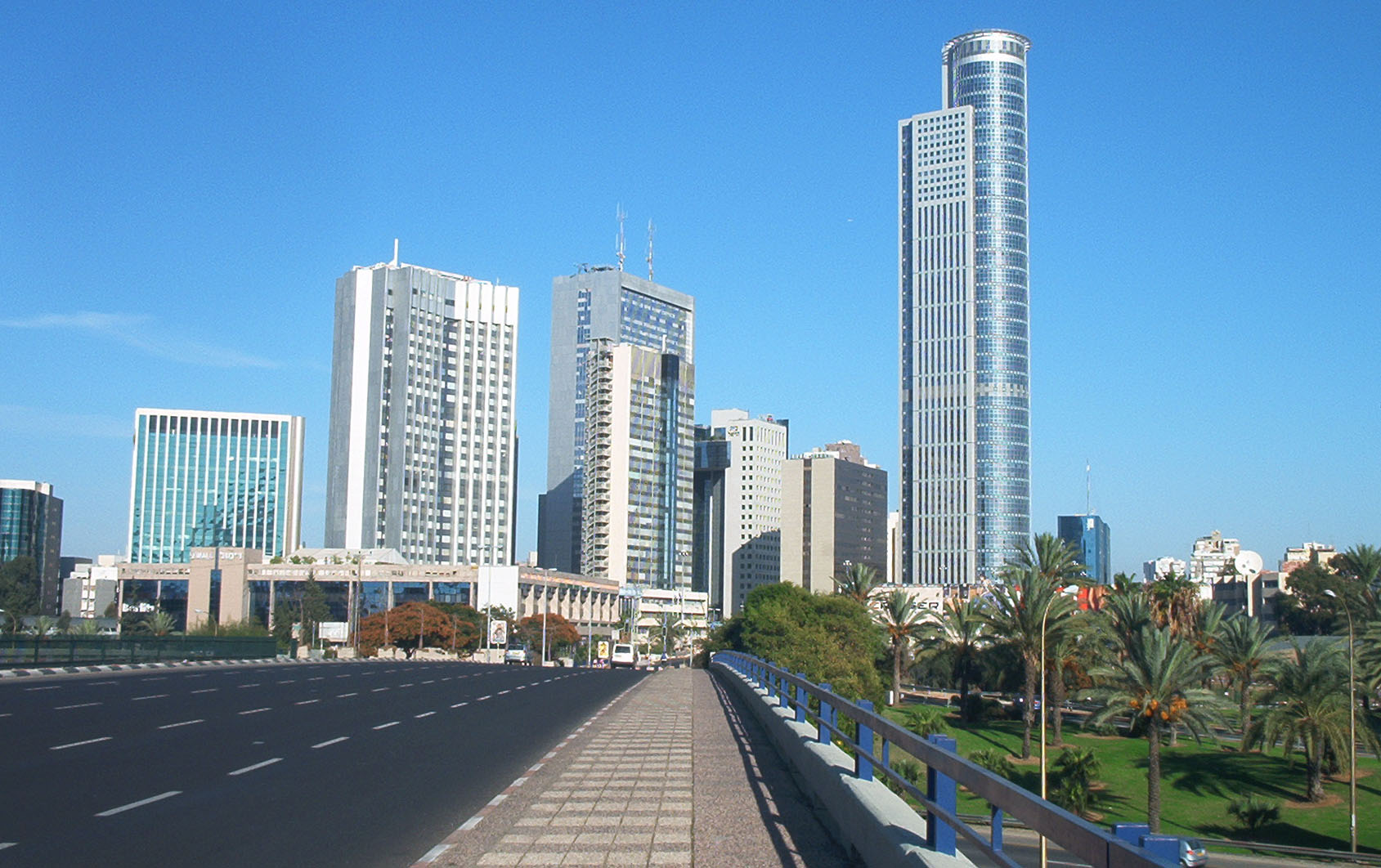
Висотні будівлі Рамат-Гана з вежею Моше Авів
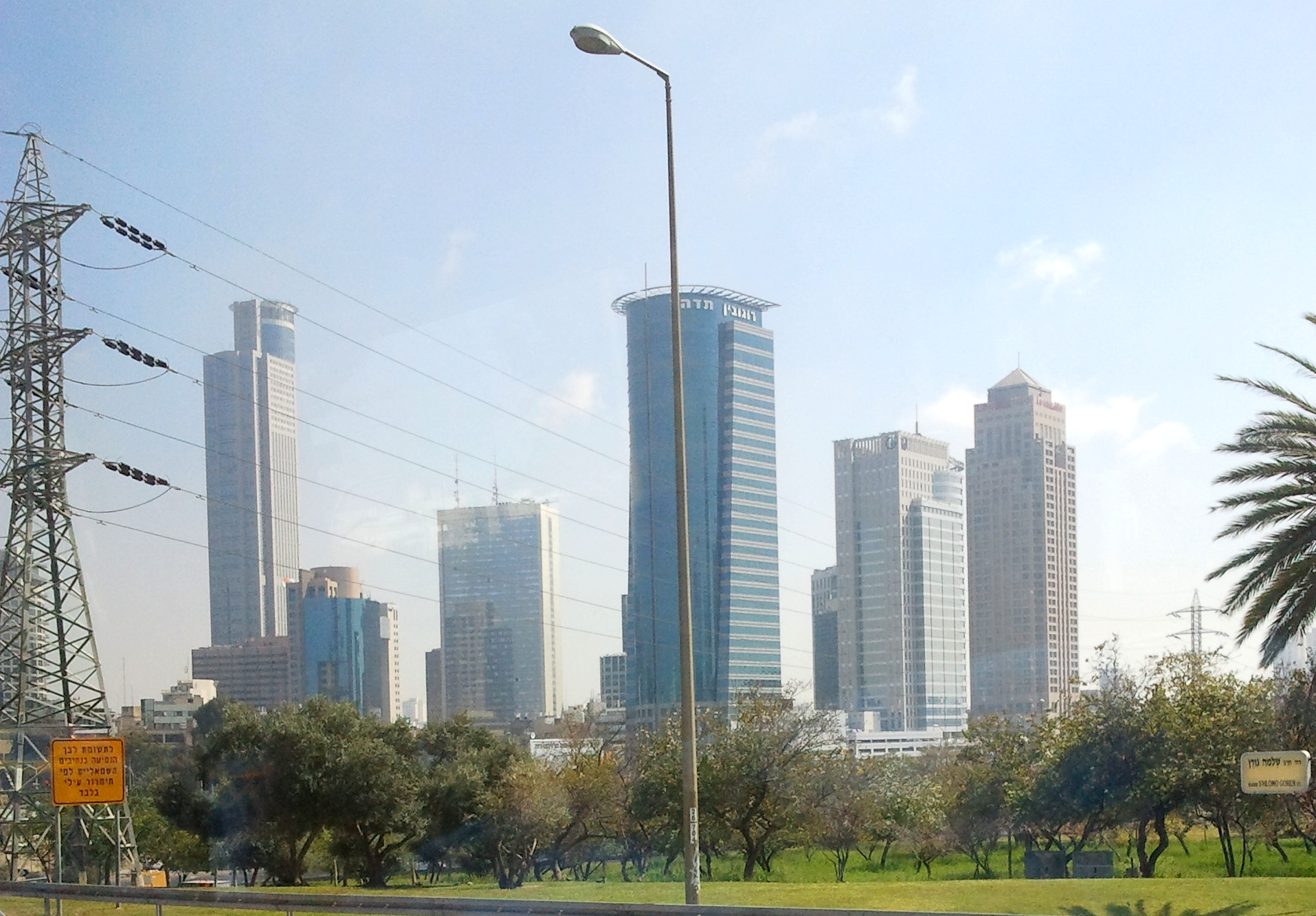
Бізнес-центр[en]
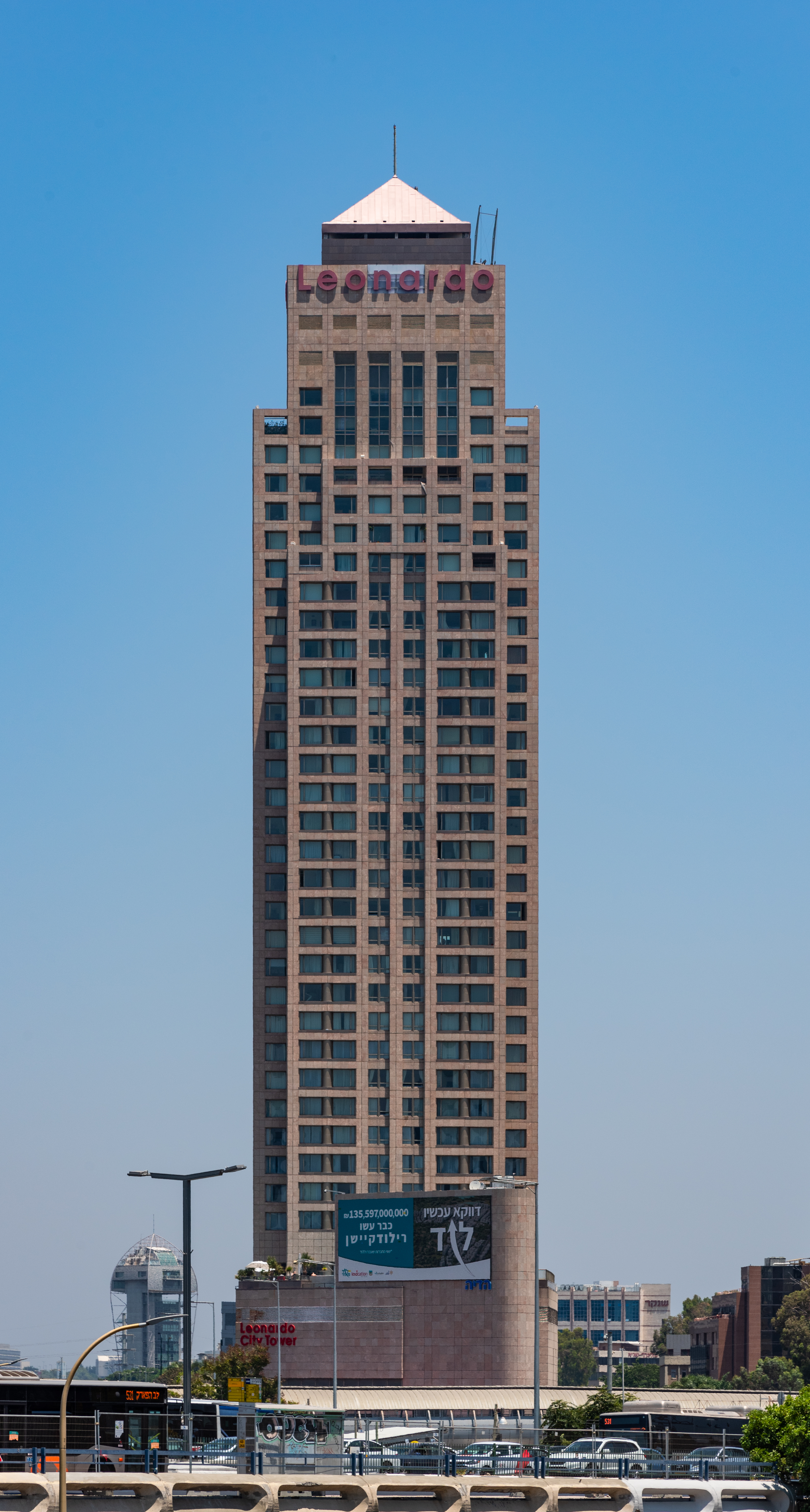
Готель Leonardo City Tower[en]
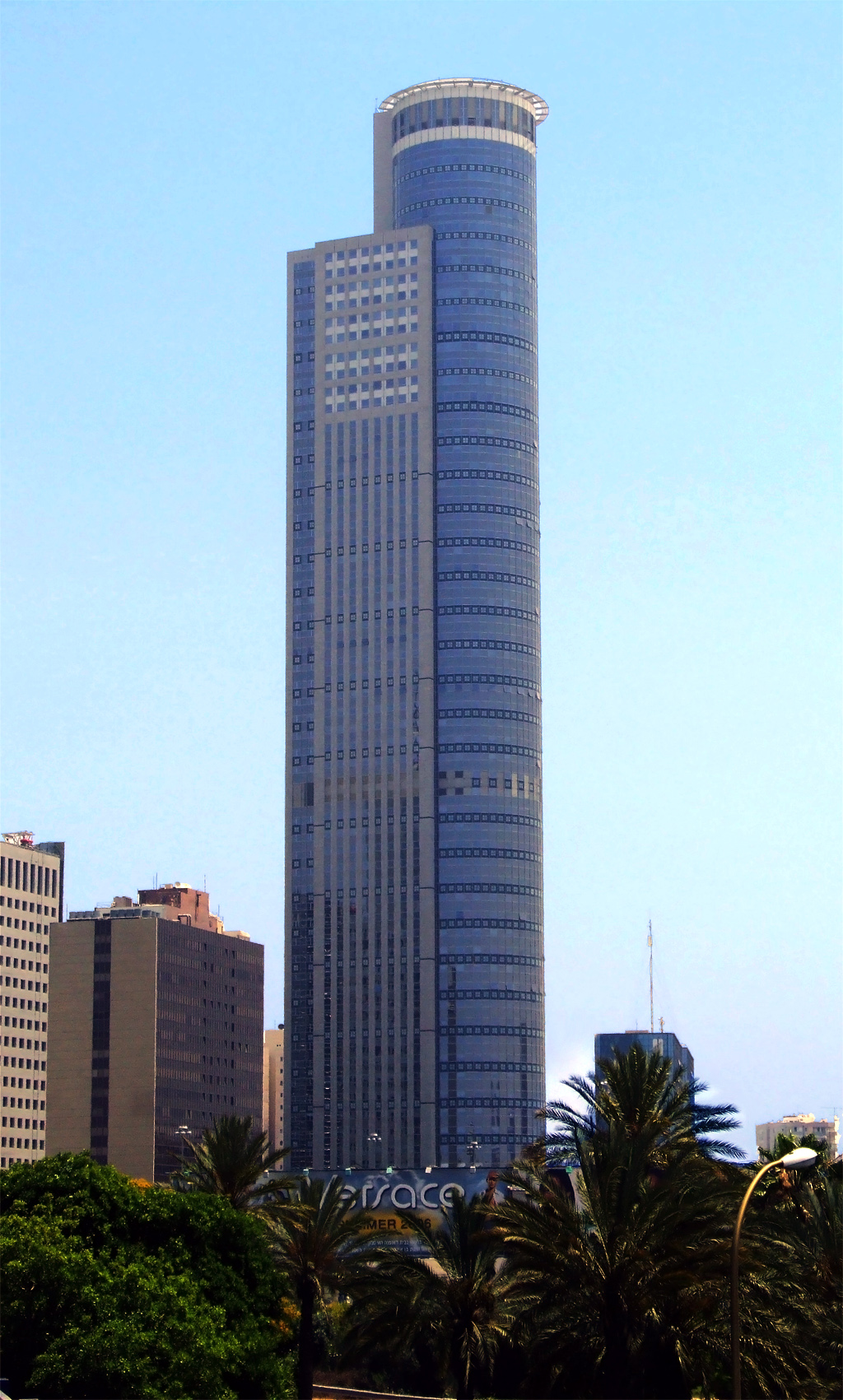
Хмарочос Моше Авів
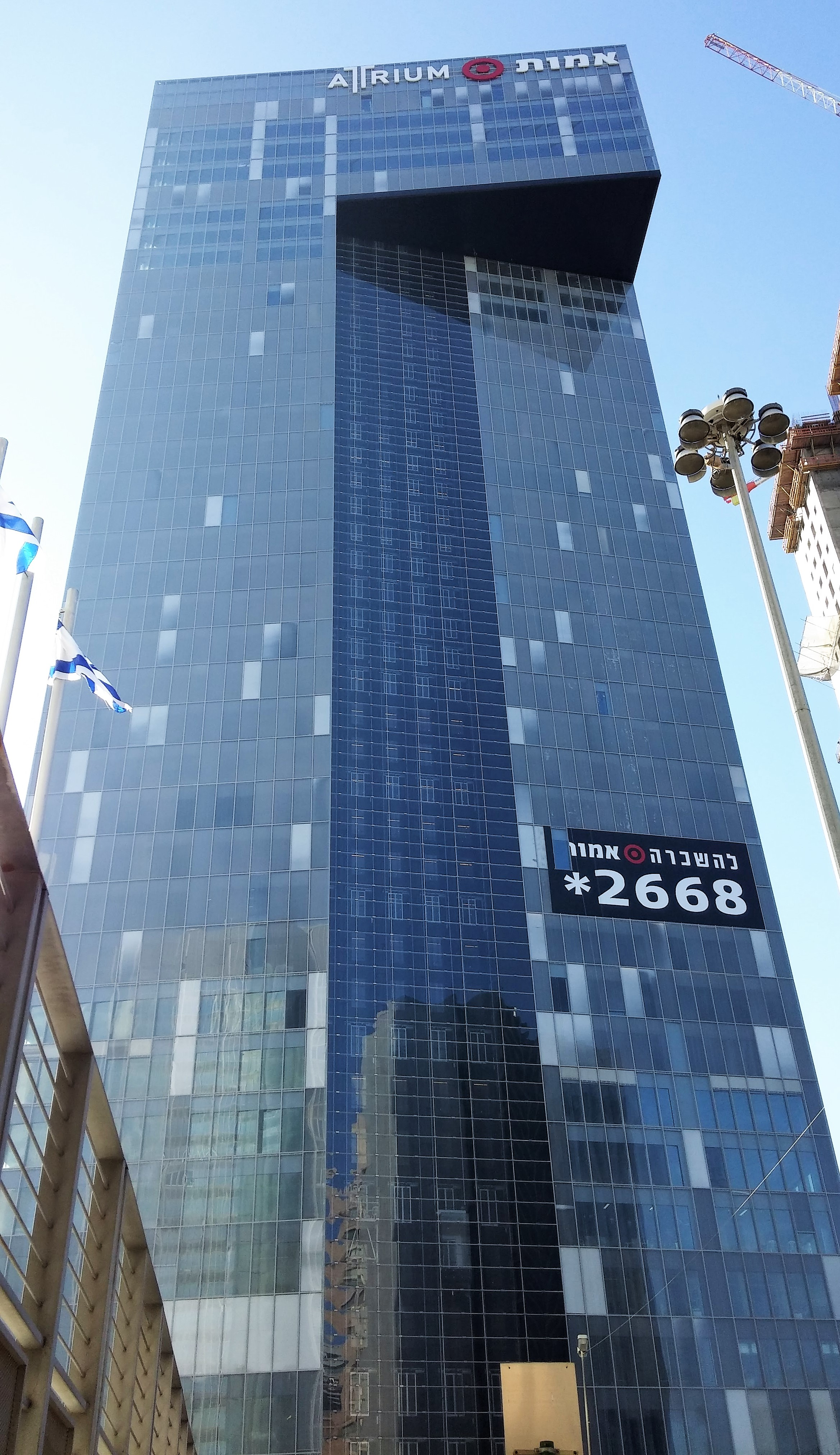
Хмарочос Амот Атриум
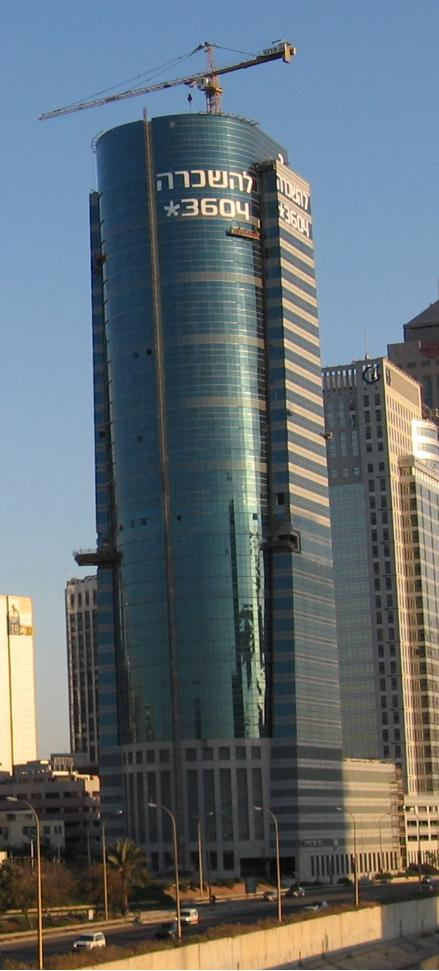
Вежа Аялон[en]
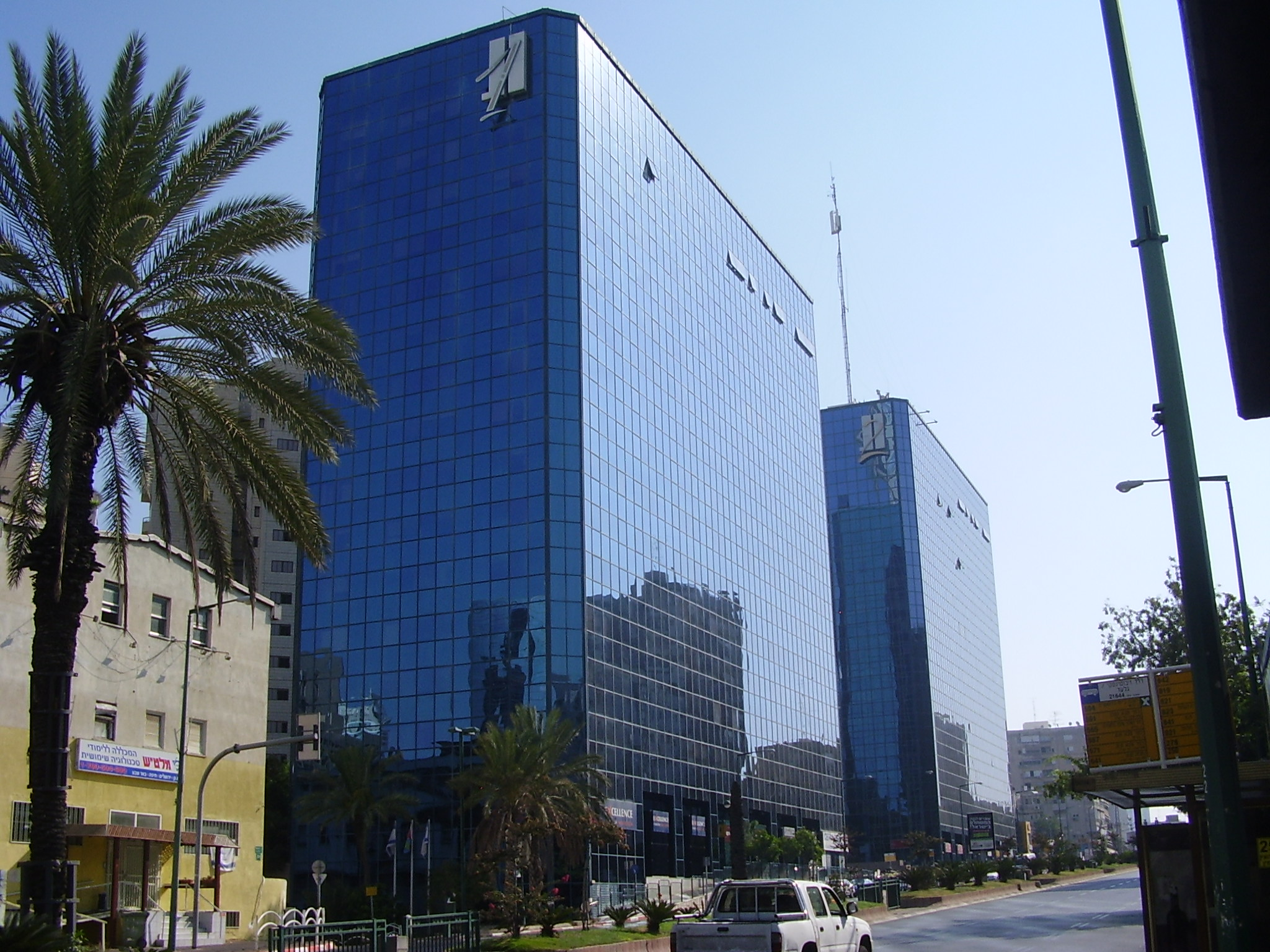
Вежі близнюки[en]

## Міста-побратими
- Вайнгайм (нім. Weinheim), Німеччина
- Барнет (англ. Barnet), Англія
- Вроцлав (пол. Wrocław), Польща
- Кассель (нім. Kassel), Німеччина
- район Майн-Кінціг (нім. Main-Kinzig-Kreis), Німеччина
- Сан-Борха (ісп. San Borja), Перу
- Сомбатхей (угор. Szombathely), Угорщина
- Страсбур (фр. Strasbourg), Франція
- Фінікс (англ. Phoenix), шт. Аризона, США
- Пенза, Росія
- Шеньян, Китай

## Уродженці
- Дан Альмаґор (* 1935) — ізраїльський драматург, перекладач, письменник, автор пісень, дослідник літератури та фольклору.
- Тамар Зандберг (1976) — ізраїльська політик лівого спрямування, депутатка Кнесету з 2013 року.
- Гіді Канюк (* 1993) — ізраїльський футболіст.
- Гамір Кац (* 1973) — ізраїльський піаніст.